# أنتوني بونانو
أنتوني بونانو (بالإنجليزية: Anthony Bonanno)‏ هو عالم آثار مالطي، ولد في 4 يونيو 1947 في مالطا.